# 隠密八百八町
「隠密八百八町」（おんみつはっぴゃくやちょう）は、NHK総合テレビ、BSハイビジョンの土曜時代劇枠で2011年1月8日から3月26日まで放送された連続時代劇。それに先駆け2011年元日に放送された正月時代劇「隠密秘帖」（おんみつひちょう）についてもここで記述する。

## 概要
二代に亘って、江戸庶民のささやかな幸せを守るために奔走した父子、それぞれの活躍を描くオリジナル時代劇。連続ドラマ、スペシャルともに舘ひろしが主演を務めており、正月時代劇と土曜時代劇が連動する、初の試みがなされている。
NHKの連続時代劇は2011年4月期よりBSプレミアム『BS時代劇』に実質移行したため、今作が地上波での（当番組放送段階における）最終作品となった。また、3月26日放送の最終話『敵討ち』は、ゲスト出演した長門裕之のドラマ作品の遺作となっている（長門は2011年5月21日逝去）。

## 隠密八百八町
後述の「隠密秘帖」から35年後の物語。幕府の陰謀で父母を目の前で斬殺された神谷又十郎が町民の「ささやかな幸せを守る」という父の志を継ぎ、父代わりとして苦楽を共にした喜八郎を始め、自分と志を一にする仲間達と「隠密組」を結成し、強欲かつ理不尽に町民を苦しめる幕府や悪徳商人に敢然と戦いを挑む。

### キャスト

#### レギュラー
- 神谷又十郎 - 舘ひろし
- おとき - 釈由美子
- 春之丞 - 宝海大空
- 木村源兵衛 - 池田努
- 喜八郎 - 津川雅彦
- 千代 - 足立梨花（幼少期：森田想）
- 千景 - 仁科亜季子
- 伊助 - 伊嵜充則
- 楽翁（松平定信）- 平幹二朗
- 唐沢伴内 - 石倉三郎
- 遠藤成勝（奥右筆） - 益岡徹
- 寧子（忠成正室） - 萩尾みどり
- 水野忠成 - 前田吟

#### ゲスト
第1話『その男、又十郎』
- 杉崎弥十郎（杉崎道場師範）- 黒部進
- 佐々木 - 石井テルユキ（第1話、最終話）
- 吉岡 - 大柴隼人
- 岡野 - 白井圭太
- 槌田 - 千葉誠樹
- 松永兵庫助（水野家用人） - 遠山俊也（- 第2話、第7話 - 最終話）
- 松永与太夫（武衞館師範） - 並樹史朗
- 立花征蔵	 - 佐藤仁哉
- 油木 - 佐伯暢晃
- 蓑田 - 平井真軌
- 斉藤 - 天原まさみち
- 女 - 宮本郁子、藤沢瀬里菜
- 小僧 - 金子尚太郎
- 白馬の亡霊 - 井原多生
- 三味線 - 本條秀五郎（- 第2話）

第2話『結成! 隠密組』
- 美津 - 佐藤めぐみ
- 政吉（材木商「重政」主人） - 蛍雪次郎（- 第3話）

※ 政吉が面倒をみている子供たち
正吉 - 原周平
三太 - 大西陸
いと - 川嶋紗南
みよ - 沢村まゆ香
- 甚右衛門（近江屋主人） - 鈴木一功
- 清二郎（近江屋番頭） - 黒部幸英
- 市松（千代の元養父） - 才勝
- 芸人 - 三波伸介、亀山助清
- 隠居 - 山崎満（第2話、第8話）
- 粋な女（芸者） - 長尾奈奈（第2話、第8話）
- 荷車の男 - 関口篤
- 女衒 - 小川隆市
- 水野家奥女中 - 岩崎光里
- 水野家侍女 - 榎本由希
- 水野家侍臣 - 木川淳一
- 水野家下女 - 片岡明日香、棚橋唯

第3話『金の亡者たち』 - 第4話『火におつる涙』
- 木曾屋文左衛門 - 大和田伸也
- おつる（木曾屋・娘） - 黒川芽以
- 弥助 - 九十九一
- 鬼火の佐平次 - 長江英和（第4話）
- 佐平次の手下 - 篠原剛、鈴木雄二、小磯龍哉、中川逸星（第4話）
- 中山新之助（作事奉行） - 青島健介
- 中山の用人 - 菊地真之（第4話）
- 常吉 - 水島涼太（第3話）
- おまつ - 松田真知子
- 阿部正精 - 来須修二（第3話）
- 伝次郎 - 小島康志（第3話）
- 一太郎 - 宮澤秀羽（第4話）
- 町人 - ヘイデル龍生、木内友三（第4話）

第5話『命の氷砂糖』 - 第6話『大奥 鬼退治』
- お小夜 - 増山加弥乃
- 信濃屋正兵衛 - つまみ枝豆
- 邦（正兵衛の妻） - 山本みどり
- お美根の方（将軍側室） - 三津谷葉子
- 鶴千代（御子） - 池田貫人（第5話）
- 笹山（大奥年寄） - 藤田弓子
- 辰岡（大奥右筆） - 筒井真理子
- 日覧（応命寺住職） - 山本健翔（第5話）
- 末蔵（寺男） - 江藤漢斉
- 松吉（口入屋） - 諏訪太朗（第5話）
- 染三郎（役者） - 猪塚健太（第5話）
- 若い僧 - 井戸陽（第5話）
- 若い男 - 古澤蓮（第5話）
- 供侍 - 尾関伸嗣、岡けんじ
- 伊賀者 - 加藤靖久、浜近高徳
- 奥女中 - 米倉紀之子、坂崎愛、福田らん、歌原奈緒、岡村多加江
- 小僧 - 山田顕一（第5話）
- 犬飼小四郞（刺客） - 田中要次（第6話 - 最終話）
- 添番、役人 - 西田聖志郎、向井恭介、伊藤聡、遠藤雅幸（第6話）

第7話『駆け込み人 孫七』 - 第8話『埋蔵金騒動』
- 池田孫七 - ダンカン
- 米倉昌寿（米倉家当主） - 宮下裕治
- 米倉昌晴（昌寿の祖父） - 秋野太作
- 筒井忠尚（米倉家家老） - 清水綋治
- 田川藤兵衛（米倉家用人） - 治田敦（第7話）
- お玉の方（水野忠成側室） - 菜葉菜（第7話）
- 山脇伝七郎（水野家用人） - 正木蒼二（第7話）
- 門番 - 佐藤仙學（第7話）
- 牧浦 - 三木哲也（第7話、最終話）
- 葛飾為斉 - 前田淳（第8話）
- 大家 - 田口主将（第8話）
- 芸人 - 二重丸（第8話）

最終話『敵討ち』
- 沢島伝右衛門 - 長門裕之 ※遺作
- 遠藤の部下 - 三洲悠暉
- 高垣 - 山上賢治
- 老中 - 春日井順三
- 青山下野守 - 西沢利明
- 組頭 - 渡部雄作
- お富 - 林田麻里
- 熊七 - 小杉幸彦
- 牧浦 - 三木哲也（第7話、最終話）

### スタッフ
- 脚本 - 金子成人、梶本惠美、横山一真
- 音楽 - 小六禮次郎
- 時代考証 - 大石学、山村竜也
- 風俗考証 - 北原進
- 語り - 南原清隆
- 主題歌 - ふくい舞「いくたびの櫻」
- 殺陣指導 - 新実
- 所作指導 - 橘芳慧
- 書道指導 - 望月暁云
- 演出 - 一色隆司、黛りんたろう、土井祥平
- 制作統括 - 山本敏彦、加賀田透
- 制作 - NHKエンタープライズ
- 制作・著作 - NHK

### サブタイトル
| 各回                                                       | 放送日        | サブタイトル    | 脚本     | 演出         | 視聴率 |
| ---------------------------------------------------------- | ------------- | --------------- | -------- | ------------ | ------ |
| 第1回                                                      | 2011年1月8日  | その男、又十郎  | 金子成人 | 一色隆司     | 9.8%   |
| 第2回                                                      | 2011年1月15日 | 結成! 隠密組    | 金子成人 | 一色隆司     | 10.6%  |
| 第3回                                                      | 2011年1月22日 | 金の亡者たち    | 梶本惠美 | 黛りんたろう | 11.7%  |
| 第4回                                                      | 2011年1月29日 | 火におつる涙    | 梶本惠美 | 黛りんたろう | 10.5%  |
| 第5回                                                      | 2011年2月5日  | 命の氷砂糖      | 横山一真 | 一色隆司     | 10.3%  |
| 第6回                                                      | 2011年2月12日 | 大奥 鬼退治     | 横山一真 | 一色隆司     | 9.9%   |
| 第7回                                                      | 2011年2月19日 | 駆け込み人 孫七 | 金子成人 | 土井祥平     | 10.1%  |
| 第8回                                                      | 2011年2月26日 | 埋蔵金騒動      | 金子成人 | 土井祥平     | 10.3%  |
| 最終回                                                     | 2011年3月26日 | 敵討ち          | 金子成人 | 黛りんたろう | 9.7%   |
| 平均視聴率 10.3%（視聴率は関東地区・ビデオリサーチ社調べ） |               |                 |          |              |        |

- 3月5日は『NHKのど自慢 チャンピオン大会』生放送のため休止。

東日本大震災による放送休止
最終回『敵討ち』は当初3月12日に放送される予定だったが、3月11日に東日本大震災（東北地方太平洋沖地震）及び東京電力・福島第一原子力発電所での事故が発生。災害対策基本法・原子力災害対策特別措置法等に基づく非常報道体制が敷かれ、12日の総合テレビ、BSハイビジョン両方での放送を中止した。翌週の19日もBSハイビジョンでのみの放送となり、総合テレビでは26日に放送時間を15分繰り下げて放送された。その他、最終回の再放送も取り止めになるなどの影響が出た。

## 隠密秘帖
2011年1月1日にNHK総合にて正月時代劇として放送。視聴率8.3%。

### あらすじ
1784年（天明4年）、殿中にて老中・田沼意次の嫡男・意知が佐野善左衛門の乱心によって斬殺される事件が起きる。調査を命じられた小人目付の神谷庄左衛門と榊半兵衛の二人は、調べを進めるうちにこれは単なる私怨から起きたものではなく、裏に幕府内の陰謀が隠されていることに気付くのだが…。

### キャスト
- 神谷庄左衛門 - 舘ひろし
- 榊半兵衛 - 南原清隆
- りく - 水野真紀
- 石巻平十郎 - 苅谷俊介
- 西方良晏 - 塩見三省
- 松平定信 - 渡辺大
- 佐野善左衛門 - 金児憲史
- 沢井六兵衛 - 矢島健一
- 脇田寅之助 - カンニング竹山
- 村井 - 六角精児
- 添田 - 大倉孝二
- 岩代屋惣兵衛 - 三浦浩一
- 徳川宗睦 - 中島久之
- 今川数右衛門 - 真実一路
- 徳川治保 - 神保悟志
- 松平信明 - 二階堂智
- 本多忠籌 - 谷川昭一朗
- 大屋明薫 - 大地黎
- 八重 - 鶴町梨紗
- 新之助 - 蕨野友也
- 千景 - 前田希美
- 又十郎 - 濱田龍臣
- 太田備後守 - 本田博太郎
- 米倉丹後守 - 秋野太作
- 一橋治済 - 神山繁
- 佐伯岳容 - 堀内正美
- 田沼意知 - 若林久弥
- 梅園の主 - 沼田爆
- 藤里・おさと - 松下恵
- まさ - 有沢比呂子
- 多鶴 - 桜川博子
- 女将 - 水木薫
- 大奥女中 - 重田千穂子
- 沢の井 - 松坂慶子
- 田沼意次 - 笹野高史
- 喜八郎 - 津川雅彦
- ほか - 赤星昇一郎、不二子、萩野なお、江良潤、たむらともこ、加世幸市、鈴木豊、法福法彦、岸端正浩、長谷川ほまれ、山本卓也、山崎健二、北見誠、恵有一、古川真司、林田麻里、岡崎宏、有村圭助、近江竹生、翁家和楽、翁家小楽、翁家和助、鏡味健二郎、鏡味正二郎、鏡味初音、本條秀邦、望月秀幸

### スタッフ
- 脚本 - 金子成人
- 音楽 - 小六禮次郎
- 時代考証 - 大石学、山村竜也
- 風俗考証 - 北原進
- 語り - 国井雅比古（アナウンサー）
- 主題歌 - ふくい舞「いくたびの櫻」
- 殺陣指導 - 新実
- 所作指導 - 橘芳慧
- 書道指導 - 望月暁云
- 上州ことば指導 - 阿部六郎
- 演出 - 黛りんたろう
- 制作統括 - 山本敏彦、加賀田透
- 制作 - NHKエンタープライズ
- 制作・著作 - NHK

## 放送時間
隠密八百八町
- 土曜19:30 - 20:00（NHK総合）
- 土曜18:00 - 18:30（BShi）
- 最終回は73分の拡大版

隠密秘帖
- 2011年1月1日 19:20 - 20:34（NHK総合）
- 2011年1月3日 16:30 - 17:45（BShi）